# Nicolás González Ruiz
Nicolás González Ruiz (Mataró, Barcelona, España, 1897 – Madrid, 1967) fue un escritor, crítico literario, editorialista y periodista español.

## Datos biográficos
Casado con Julia Hernández, tuvo ocho hijos, una de las cuales, Isabel González Ruiz, alcanzó renombre como autora de cuentos infantiles.
Trasladó su residencia a Reino Unido en los años 1921 y 1922, donde fue profesor de Lengua y Literatura española en la Universidad de Liverpool, en la ciudad homónima.

## Actividad periodística
En 1923 empezó a laborar en el periódico madrileño El Debate. En 1936 asistió a los funerales del rey Jorge V del Reino Unido, y al regresar a Madrid, cuando ya había estallado la guerra civil española, fue encarcelado por las autoridades republicanas. Al entrar en Madrid las tropas de Francisco Franco sacó a la calle el primer número del periódico El Debate que salía tras la guerra. A partir de 1939 fue editorialista del periódico madrileño Ya, que había aparecido como vespertino.
Su actividad en Ya se extendió hasta su muerte, colaborando con un artículo diario, en la sección Comentario leve, más editoriales, críticas de libros y sobre todo las crónicas de los estrenos teatrales. Dirigió la Enciclopedia del Periodismo (Noguer, 1953).
En 1961 fue nombrado director de la Escuela de Periodismo de la Iglesia, que él mismo había fundado, y que fue la primera escuela de periodismo de España.
Maestro de periodistas, fundó la agencia de noticias Logos, que durante muchos años fue un referente de la información periodística católica, con una gran calidad en sus contenidos.

## Premios literarios
- 1948 – Premio Luca de Tena
- 1956 – Periodista de Honor

## Obra publicada
- Artículos periodísticos
- El precio de la victoria, comedia dramática
- La Literatura española (1898-1936)
- El regreso de las sombras (1952)
- Obra selecta (1958)
- Genio y figura del padre Pulgar (1961)
- La Caramba,(1944), Madrid: Morata
- Santa Isabel de Hungría
- Axel de Fersen, el romántico amor de María Antonieta
- El teatro teológico español
- Antología de piezas cortas de teatro
- Biografía de Lorenzo Hervás y Panduro
- Versión para niños y jóvenes de Don Quijote de la Mancha, con gran difusión
- Traducción del inglés al español:
  - Obras de Shakespeare, como Romeo y Julieta o El sueño de una noche de verano
- Traducción del italiano al español:
  - Obras de Dante Alighieri, como la Divina Comedia
- Traducción del francés al español:
  - Obras de Georges Courteline, humorista, como Los señores chupatintas

### Colección: Vidas paralelas
Especial mención merece su copiosa colección de biografías publicada bajo el título de Vidas paralelas, entre las que cabe citar las siguientes obras:
- Dos reinas decapitadas: María Antonieta–María Estuardo
- Dos favoritos: Potemkin–Godoy
- Dos cardenales que gobernaron: Cisneros–Richelieu
- Dos mujeres bajo la leyenda del veneno: Catalina de Médicis–Lucrecia Borgia
- Dos genios contemporáneos: Cervantes–Shakespeare
- Dos pintores geniales: Velázquez–Rubens
- Dos árbitros de los destinos de Europa: Churchill–Hitler
- Dos hombres, El santo y el hereje: San Ignacio–Lutero
- Dos actrices: Sarah Bernhardt–María Guerrero
- Dos diplomáticos: Talleyrand–Metternich
- Dos mujeres afortunadas en medio del terror: Teresa Cabarrús–Emperatriz Josefina
- Dos reinas, La católica y la protestante: Isabel de España–Isabel de Inglaterra
- Dos bandoleros: Dick Turpin–Luis Candelas
- Dos revolucionarios: Robespierre–Lenin
- Dos emperadores: Napoleón–Alejandro I
- Dos conquistadores: Pizarro–Hernán Cortés
- Dos músicos: Bach–Beethoven
- Dos símbolos de nuestro tiempo: Eisenhower–Stalin
- Dos mujeres de Barba Azul: Ana Bolena–Catalina Howard
- Dos mujeres que salvaron el trono de sus hijos: Blanca de Castilla–María de Molina
- Dos libertadores: Bolívar–Washington
- Principio y fin de un imperio: Iván el Terrible–Rasputín
- Dos musas: Laura–Beatriz
- Los hermanos enemigos: Mao–Jruschov
- Dos reyes que no reinaron: Luis XVII–Napoleón II

## Actividad teatral
Aparte de sus crónicas constantes de los estrenos teatrales, dirigió durante unos años el Teatro Español de Madrid. Fue autor también de algunas obras dramáticas.

## Actividad religiosa
Persona de acendrados principios católicos, contribuyó a la dirección de la Biblioteca de Autores Cristianos, y escribió Seglares en la historia del catolicismo español.